# Derrick Harriott
Derrick Harriott   (Kingston, 6 de febrer de 1939) és un cantant i productor discogràfic jamaicà. Va ser membre del grup Jiving Juniors amb Herman Sang abans d'iniciar la seva carrera en solitari. Ha produït enregistraments de Big Youth, Chariot Riders, The Chosen Few, Dennis Brown, The Ethiopians, Keith &amp; Tex, The Kingstonians, Rudy Mills, Scotty, Sly & Revolutionaries i Winston McAnuff.

## Biografia
Com a estudiant de l'Excelsior High School, Harriott va formar un duo amb Claude Sang Jr i va participar en el concurs de talents de Vere Johns Opportunity Hour com a artista solista el 1955 i de nou el 1957 com a duet amb Sang, guanyant en diverses ocasions. El duet va gravar per primera vegada per a Stanley Motta.
El 1958 Harriott va formar el grup Jiving Juniors amb Eugene Dwyer, Herman Sang (el germà petit de Claude) i Maurice Wynter. El grup va tenir èxit a la Vere Johns Opportunity Hour, i el 1960 i el 1961 van publicar senzills exitosos com «Lollipop Girl» (per a Duke Reid) i «Over The River» (també conegut com «I'll Be Here When He Comes», per a Coxsone Dodd). El grup es va separar després que Harriott emigrés als Estats Units d'Amèrica, encara que els altres membres van continuar durant un temps amb Jimmy Mudahy substituint Harriott. Després de maldar per trobar feina, Harriott va reformar Jiving Juniors amb nous membres, després d'haver tornat a formar equip amb Claude Sang a Nova York. La nova formació incloïa Winston Service i Valmont Burke, i va repartir el seu temps entre Jamaica i Nova York, on van gravar als Mirasound Studios èxits com «Sugar Dandy». El grup es va separar definitivament el 1962.
LLavors Harriott es va embarcar en una carrera en solitari i va formar el seu propi segell discogràfic, Crystal. El seu primer llançament, «I Care», va ser un èxit que va anar seguit d'èxits posteriors com «What Can I Do» (1964), «The Jerk» (1965) i «I'm Only Human» (1965), tots ells inclosos al seu àlbum de debut, The Best of Derrick Harriott.
| « | Pregunteu a qualsevol músic jamaicà i us diran que els dies de rocksteady van ser els millors dies de la música jamaicana. | » |

La lletra de la seva cançó «Message from a Black Man» (1970) és una mostra de la creixent consciència negra a la música soul estatunidenca d'aquella època. El 1970 va publicar amb The Crystalites The Undertaker, un àlbum instrumental en una línia similar a la música antiga de The Upsetters.
El 1971, la revista Swing va nomenar Harriott com a millor productor de 1970. Va ser un dels primers productors a contractar King Tubby al seu estudi de Waterhouse, i va publicar un dels primers àlbums dub el 1974: Scrub A Dub, acreditat a The Crystallites. Harriott va seguir amb un altre àlbum instrumental, More Scrubbing The Dub. A la dècada del 1970 va obrir la seva primera botiga de discos al King Street de Kingston, que després va traslladar a un local més gran a Twin Gates Plaza al barri de Half-Way Tree.
A la dècada del 1980 va continuar tenint èxits amb versions soul, com «Skin To Skin» i «Checking Out». El 1988 va publicar «Starting All Over Again», conjuntament amb Yellowman i amb una lletra sobre l'huracà Gilbert. A mitjans i finals de la dècada del 1990 va publicar treballs en solitari com Sings Jamaican Rock Steady Reggae, For a Fistful of Dollars, Derrick Harriott & Giants i Riding the Roots Chariot.
El juliol de 2002 a Toronto, Harriott va actuar al festival Legends of Ska amb altres artistes com Skatalites, Rico Rodriguez, Lester Sterling, Johnny Moore, Lynn Taitt, Prince Buster, Alton Ellis, Lord Creator, Justin Hinds, Derrick Morgan i Lord Tanamo.

## Discografia

### Àlbums
- The Best of Derrick Harriott – 1965 – Island Records
- The Best of Derrick Harriott Volume 2 – 1968 – Trojan Records
- Sings Jamaican Reggae – 1969 – Crystal/Pama
- The Crystalites – Undertaker – 1970 Trojan
- Psychedelic Train – 1970 – Crystal/Trojan
- Presents Scrub-A-Dub Reggae – 1974 – Crystal
- More Scrubbing The Dub – 1975 – Crystal
- Songs For Midnight Lovers – 1976 – Crystal/Trojan
- Derrick Harriott & The Revolutionaries – Reggae Chart Busters Seventies Style – 1977
- Reggae Disco Rockers – 1977 – Charmers
- Born to Love You – 1979 – Crystal

### Àlbums recopilatoris
- Derrick Harriott & Various Artists – 14 Chartbuster Hits – 1973 – Crystal
- Derrick Harriott & The Crystalites / Chariot Riders – 1970 – Blockbuster Reggae Instrumentals
- Greatest Reggae Hits – 1975 – Crystal/Trojan
- Disco 6 – 1977
- Enter The Chariot – 1978
- Derrick Harriott & Various Artists – Those Reggae Oldies – 1978
- Derrick Harriott & The Jiving Juniors – The Donkey Years 1961–1965 – Jamaican Gold (1993)
- Derrick Harriott & Various Artists – Step Softly 1965–1972 – Trojan (1988)
- Derrick Harriott – Sings Jamaican Rock Steady Reggae – Jamaican Gold
- Derrick Harriott & The Crystalites – For A Fistful of Dollars – Jamaican Gold
- From Chariot's Vault Volume 2: 16 Reggae Hits – Jamaican Gold
- Derrick Harriott & Various Artists – Riding the Roots Chariot – 1998 – Pressure Sounds
- Derrick Harriott & Various Artists – Skin To Skin – 1989 – Sarge
- Derrick Harriott & Various Artists – Musical Chariot – 1990 – Charly Records